# Castelo de Ródão

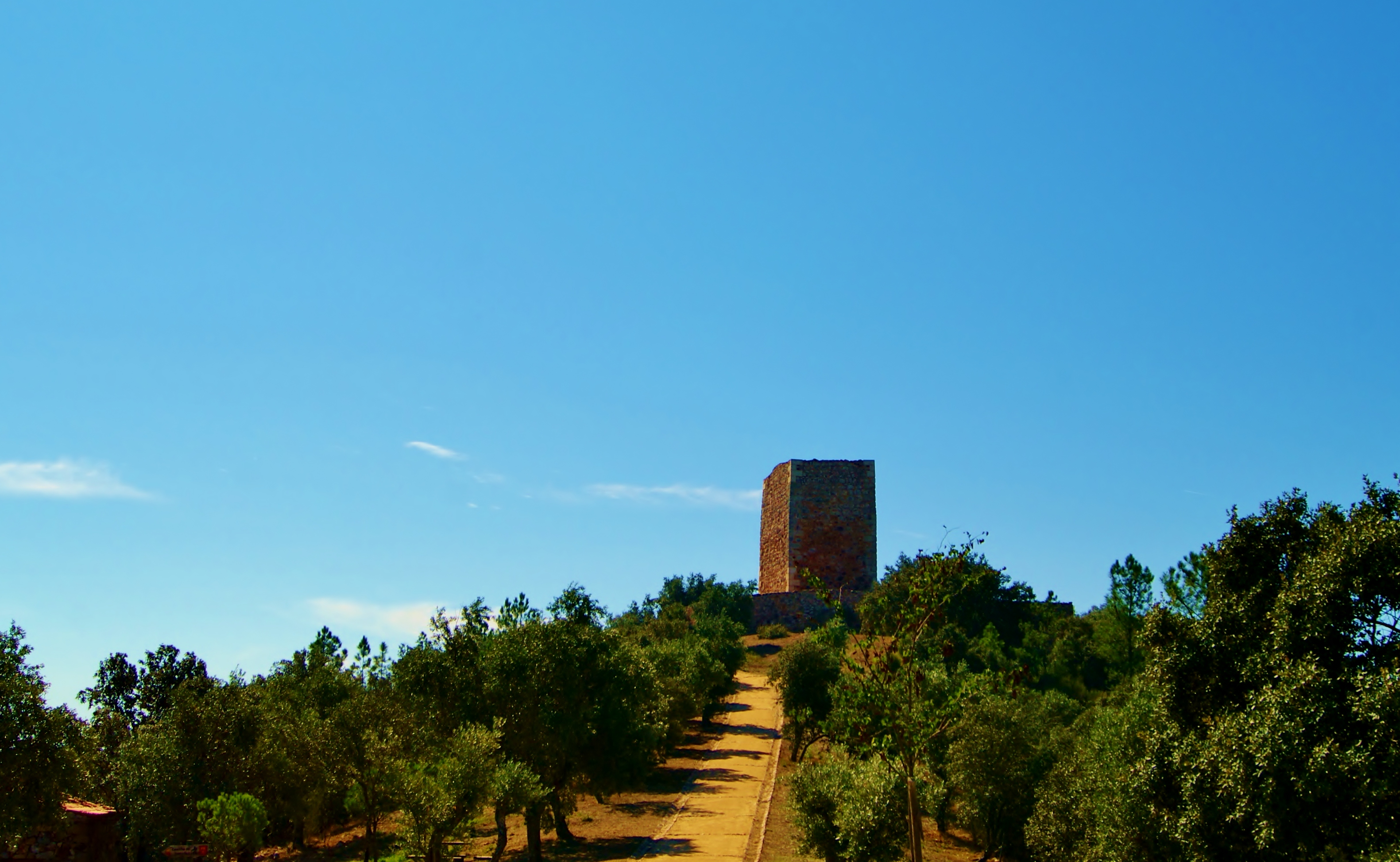
Castelo de Ródão, Portugal: muralha e torre de menagem

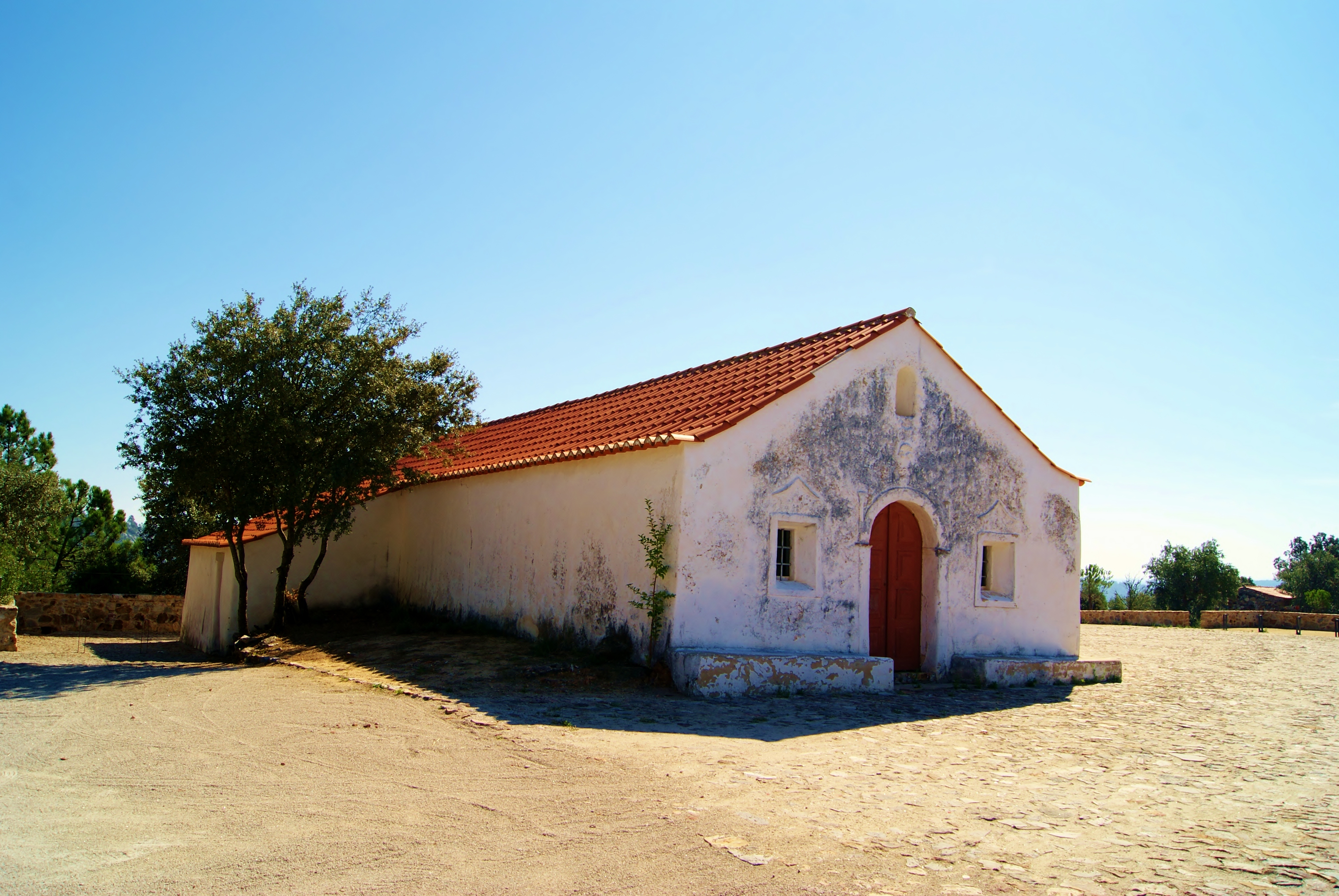
Castelo de Ródão: Capela de Nossa Senhora do Castelo

O Castelo de Ródão, também referido como Castelo do Rei Vamba, é um castelo situado na freguesia e município de Vila Velha de Ródão, no distrito de Castelo Branco, província da Beira Baixa, em Portugal.
Constitui-se numa torre-atalaia, erguida numa escarpa sobranceira ao rio Tejo, sobre as chamadas Portas de Ródão, um estreitamento no curso do rio. Do alto de seus muros, miradouro de visita obrigatória, o visitante descortina excepcional panorâmica do vale do Tejo.
O Castelo de Ródão em conjunto com a Capela de Nossa Senhora do Castelo encontra-se classificado como Imóvel de Interesse Público desde 1993.

## História

### Antecedentes
Embora a sua primitiva edificação seja tradicionalmente atribuída ao rei visigótico Vamba (r. 672–680), autores mais modernos acreditam que a estrutura possa remontar a uma atalaia da época da Invasão muçulmana da Península Ibérica.

### A atalaia medieval
À época da Reconquista cristã da Península Ibérica, no contexto da afirmação da Independência de Portugal, no século XII, esta estrutura foi reedificada, provavelmente por elementos da Ordem dos Templários, mesma época em que foi erguida uma pequena Capela sob a invocação de Nossa Senhora.

### Os nossos dias
Esse conjunto foi classificado como Imóvel de Interesse Público, por Decreto publicado em 30 de Novembro de 1993.
Nessa época, a torre-atalaia e a Capela de Nossa Senhora do Castelo encontravam-se em avançado estado de degradação, a última vítima de sucessivos roubos. Desde 1998, a Associação de Estudos do Alto Tejo e a Câmara Municipal de Vila Velha de Ródão lideram o desenvolvimento de um amplo projeto que visa requalificar e aproveitar esse património, através:
- do estudo e recuperação dos imóveis classificados;
- da caracterização e monitorização ambiental da área;
- da promoção de um uso sustentável da área.

## Características
O conjunto é composto por uma torre-atalaia, de planta quadrangular, popularmente denominada como torre de menagem, envolvida por uma muralha. A uma distância de cerca de 150 metros, ergue-se a Capela de Nossa Senhora do Castelo, uma ermida rústica.